# Wassili Wassiljewitsch Schuiski
Wassili Wassiljewitsch Schuiski (auch Wasilij Wasiljewitsch Schujski, russisch Василий Васильевич Шуйский; † 1538) war ein russischer Adeliger, Fürst, Bojar, Diplomat, Statthalter, Wojewode und Feldherr des Großfürstentums Moskau aus der Rurikiden-Seitenlinie Schuiski.

## Leben
Wassili war von 1500 bis 1506 moskowitischer Statthalter von Nowgorod. 1502, während seiner Statthalterschaft, führte einen Feldzug gegen den Deutschen Orden im benachbarten Livland an, wurde jedoch in der Schlacht am Smolinasee am 13. September durch Landmeister Wolter von Plettenberg in die Flucht geschlagen. Er nahm auch am Moskowitisch-Litauischen Krieg 1512–1522 gegen das Großfürstentum Litauen teil, der 1514 zum Fall von Smolensk und seiner Ernennung zum russischen Statthalter dieser Stadt in den Jahren 1514–1517 führte.

## Bemerkungen
1. ↑  Walther Hubatsch, Erich Joachim: Regesta Historico Diplomatica 1511–1525, S. 188

| Personendaten    | Personendaten                                 |
| ---------------- | --------------------------------------------- |
| NAME             | Schuiski, Wassili Wassiljewitsch              |
| ALTERNATIVNAMEN  | Wassili Schujski; Шуйский, Василий Васильевич |
| KURZBESCHREIBUNG | russischer Bojar                              |
| GEBURTSDATUM     | 15. Jahrhundert                               |
| STERBEDATUM      | 1538                                          |